# Pyropteron chrysidiforme

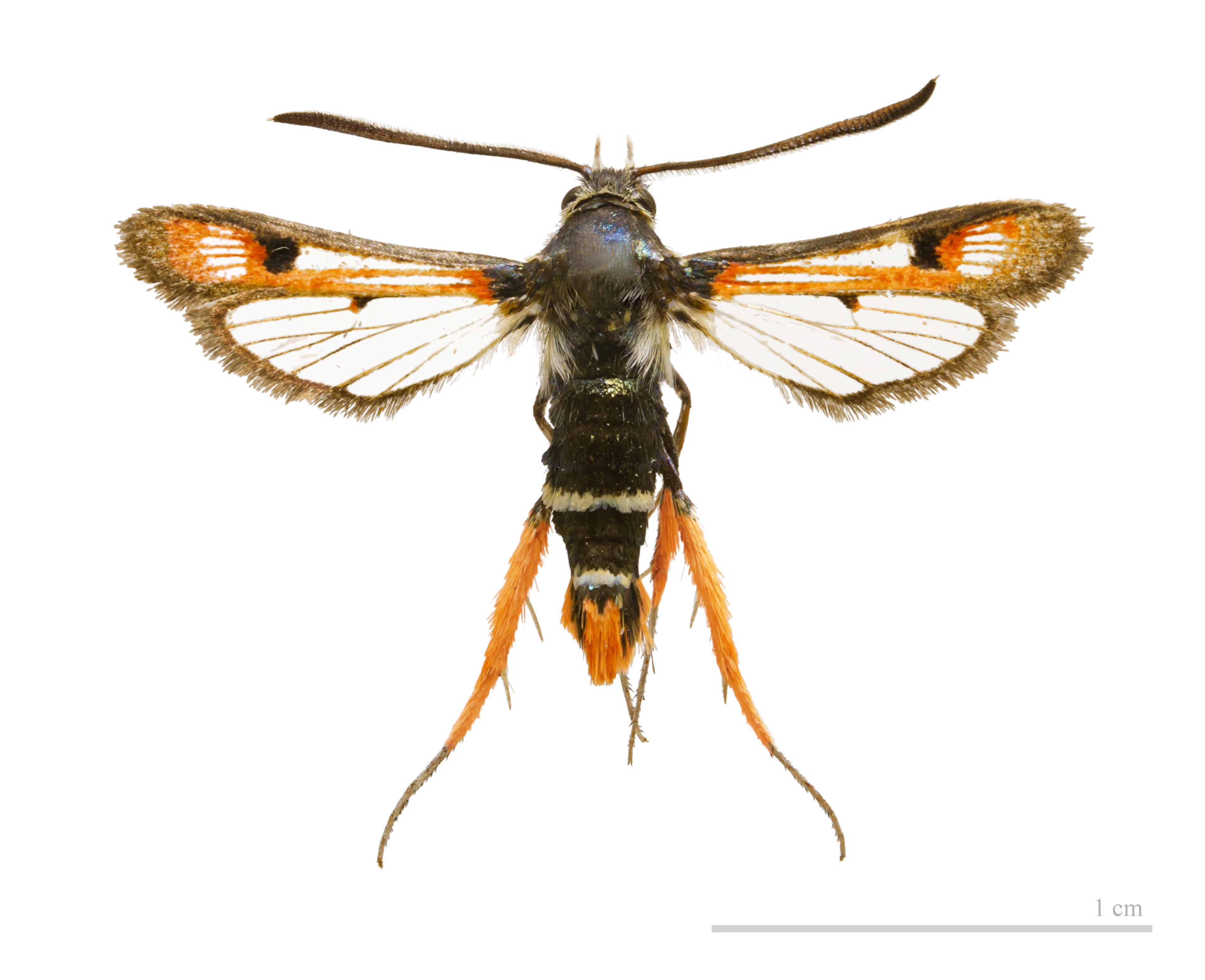
Pyropteron chrysidiforme ♂

Pyropteron chrysidiforme là một loài bướm đêm thuộc họ Sesiidae. Loài này được tìm thấy ở the châu Âu, cụ thể là ở Tây Ban Nha, Bồ Đào Nha, Mallorca, miền nam nước Anh, Bỉ, Pháp, Corse, Sardegna, Ý và miền nam nước Đức.
Sải cánh dài 15–23 mm. Cá thể trưởng thành bay từ tháng 6 đến tháng 7 tùy theo địa điểm.
Ấu trùng ăn các loài trong chi Chút chít.

## Hình ảnh

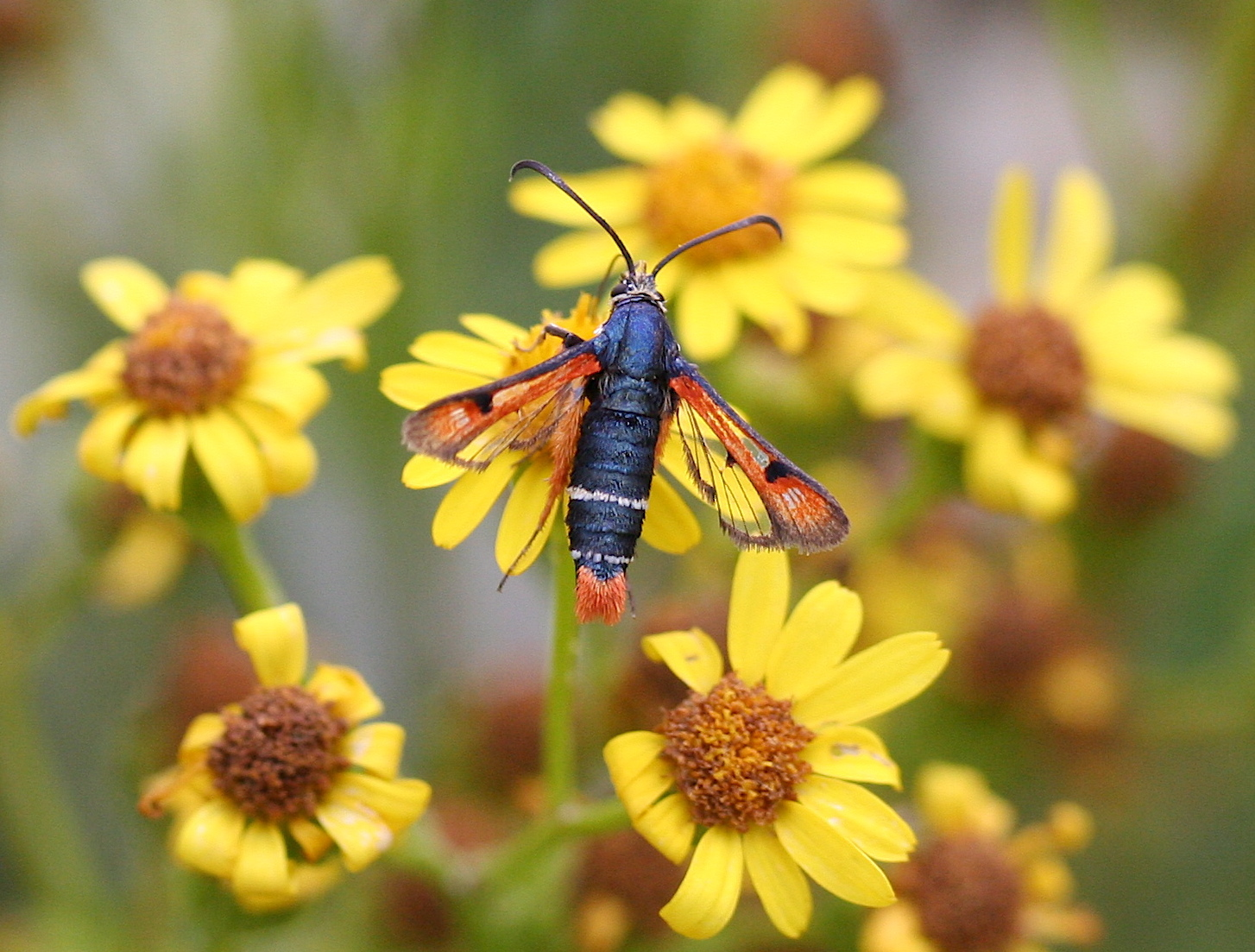
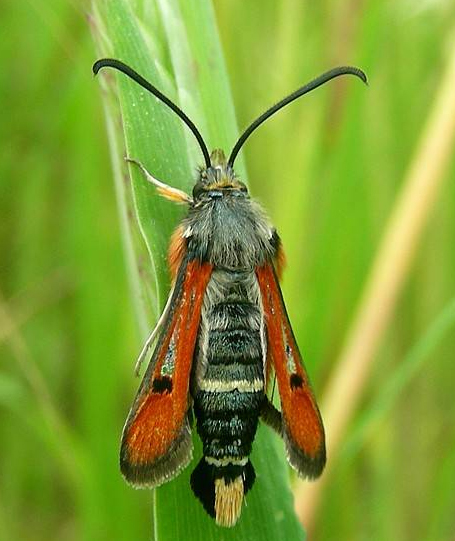
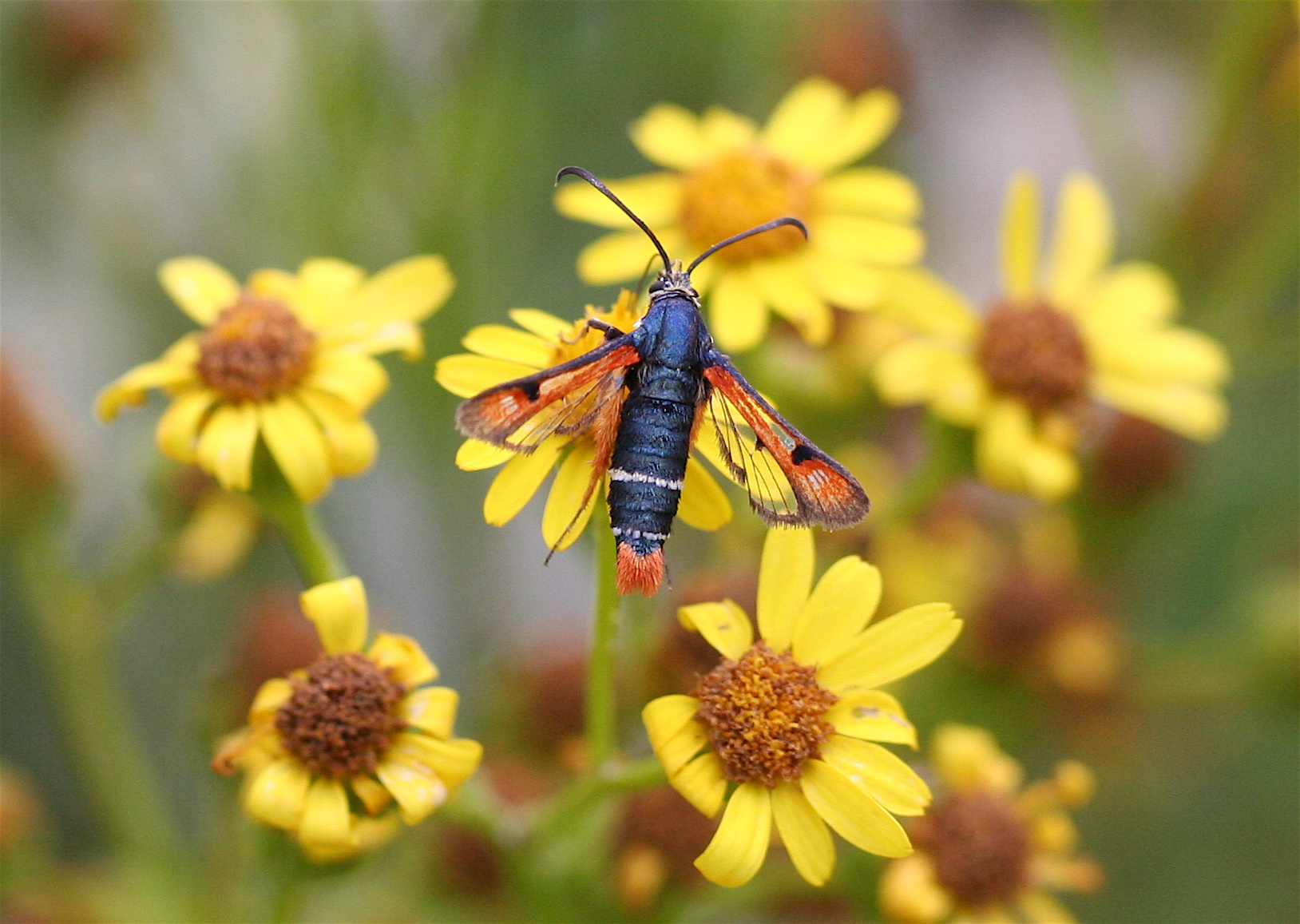
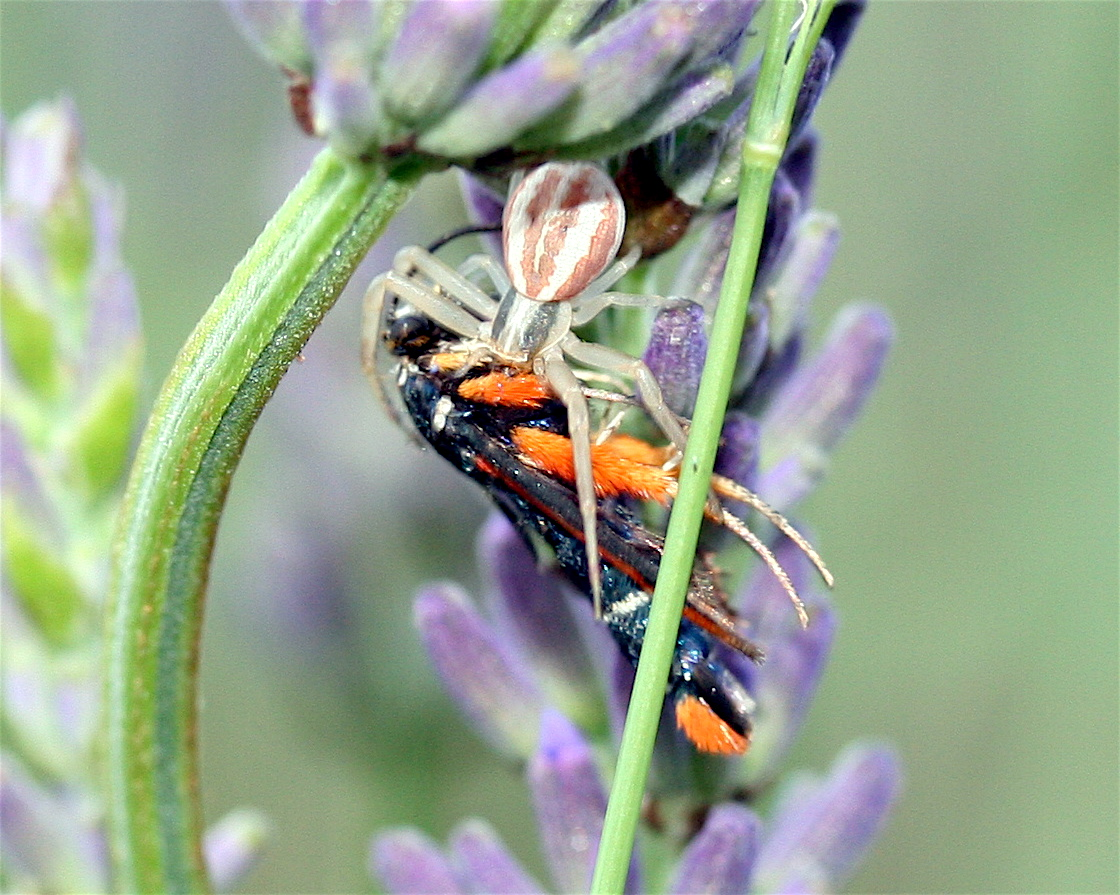